# Mourvilles-Basses
Mourvilles-Basses è un comune francese di 70 abitanti situato nel dipartimento dell'Alta Garonna nella regione dell'Occitania.

## Società

### Evoluzione demografica
Abitanti censiti